# Лозовое (Сребнянский район)
Лозовое (укр. Лозове) — село в Сребнянском районе Черниговской области Украины. Население 2 человека. Занимает площадь 0,07 км².
Код КОАТУУ: 7425182505. Почтовый индекс: 17321. Телефонный код: +380 4639.

## Власть
Орган местного самоуправления — Грициевский сельский совет. Почтовый адрес: 17321, Черниговская обл., Сребнянский р-н, с. Грициевка, ул. Независимости, 14.